# Don McNeill
William Donald McNeill (30. dubna 1918, Chickasha – 28. listopadu 1996, Vero Beach) byl americký tenista. V roce 1939 vyhrál dvouhru na Roland Garros, o rok později na americkém mistrovství. Paříž v roce 1939 vyhrál i v mužské čtyřhře, s krajanem Charlesem Harrisem, na domácím šampionátu se mu to povedlo roku 1944, v páru s Američanem Bobem Falkenburgem. Ve stejném roce si ve Flushing Meadows zahrál finále mixu, po boku Dorothy Bundyové. Po skončení hráčské kariéry pracoval v reklamním byznyse. V roce 1965 byl uveden do Mezinárodní tenisové síně slávy. Za druhé světové války byl vojenským námořním přidělencem na americkém velvyslanectví v Buenos Aires.